# Urbe
Urbe is een gemeente in de Italiaanse provincie Savona (regio Ligurië) en telt 847 inwoners (31-12-2004). De oppervlakte bedraagt 31,5 km², de bevolkingsdichtheid is 28 inwoners per km².
De volgende frazioni maken deel uit van de gemeente: Acquabianca, Martina, San Pietro, Vara Inferiore, Vara Superiore.

## Demografie
Urbe telt ongeveer 500 huishoudens. Het aantal inwoners steeg in de periode 1991-2001 met 6,0% volgens cijfers uit de tienjaarlijkse volkstellingen van ISTAT.
| Jaar | Inwoneraantal |
| ---- | ------------- |
| 1991 | 820           |
| 2001 | 869           |

## Geografie
De gemeente ligt op ongeveer 540 m boven zeeniveau.
Urbe grenst aan de volgende gemeenten: Genua (GE), Ponzone (AL), Sassello, Tiglieto (GE).

## Externe link

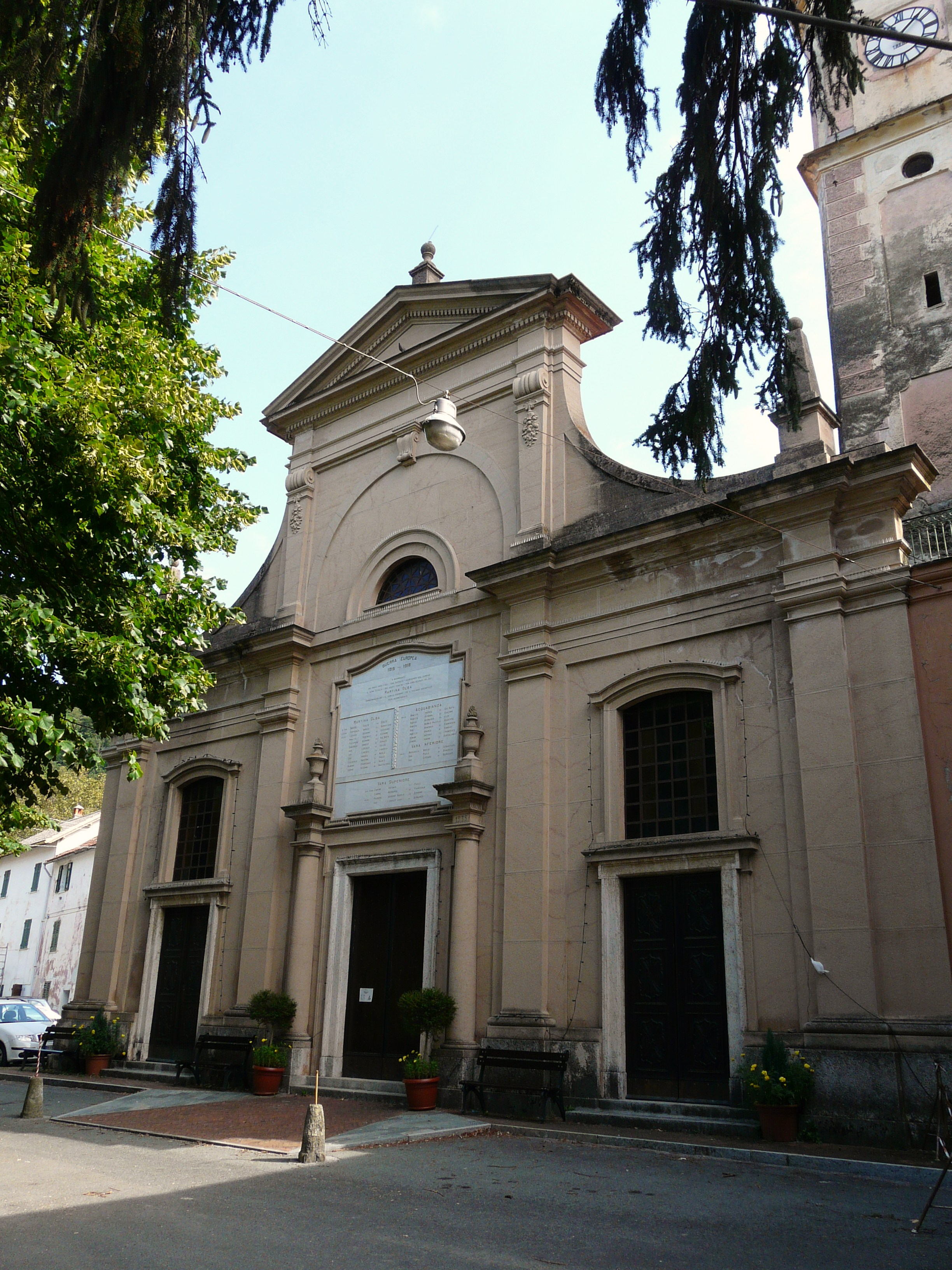
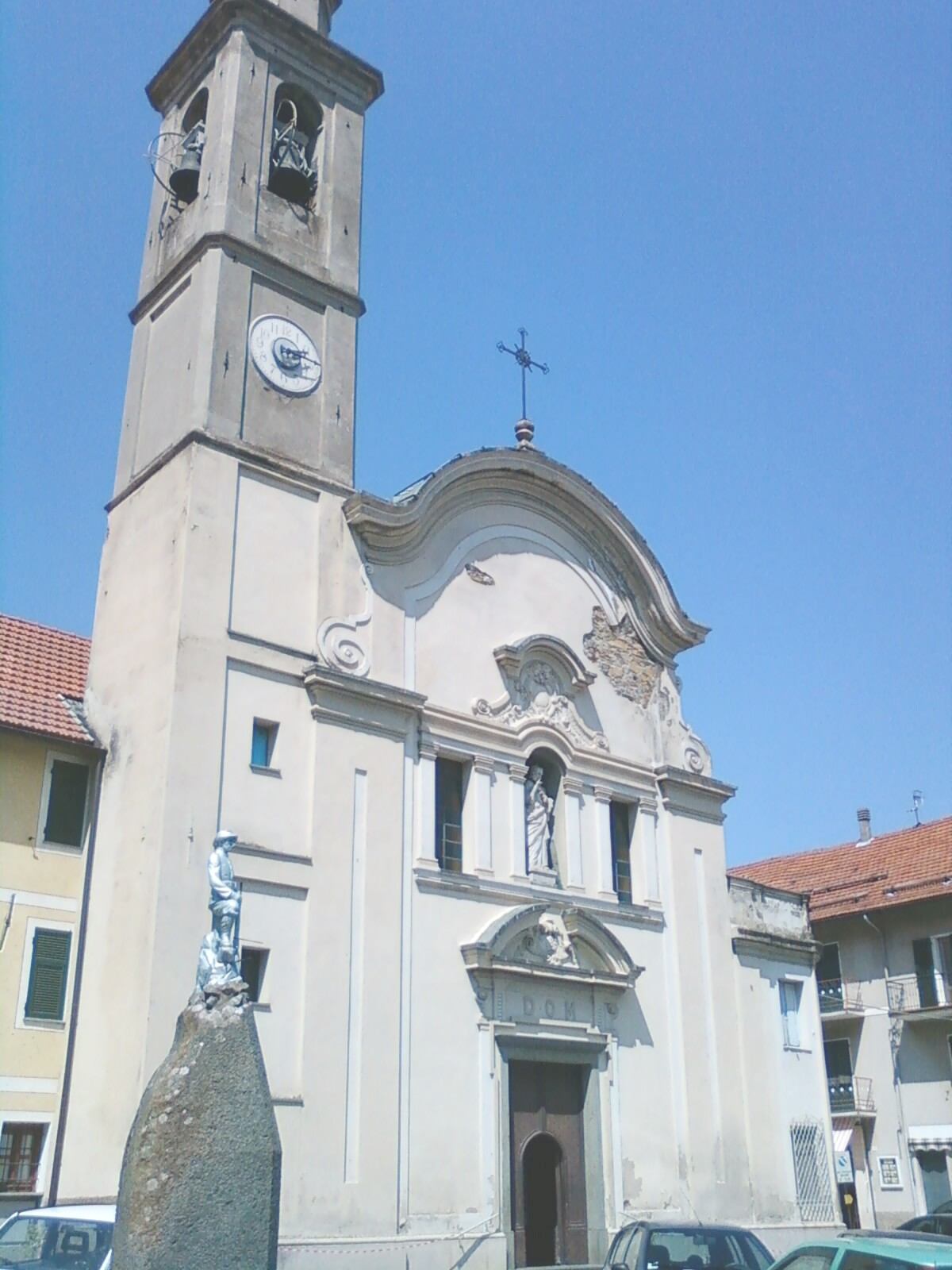
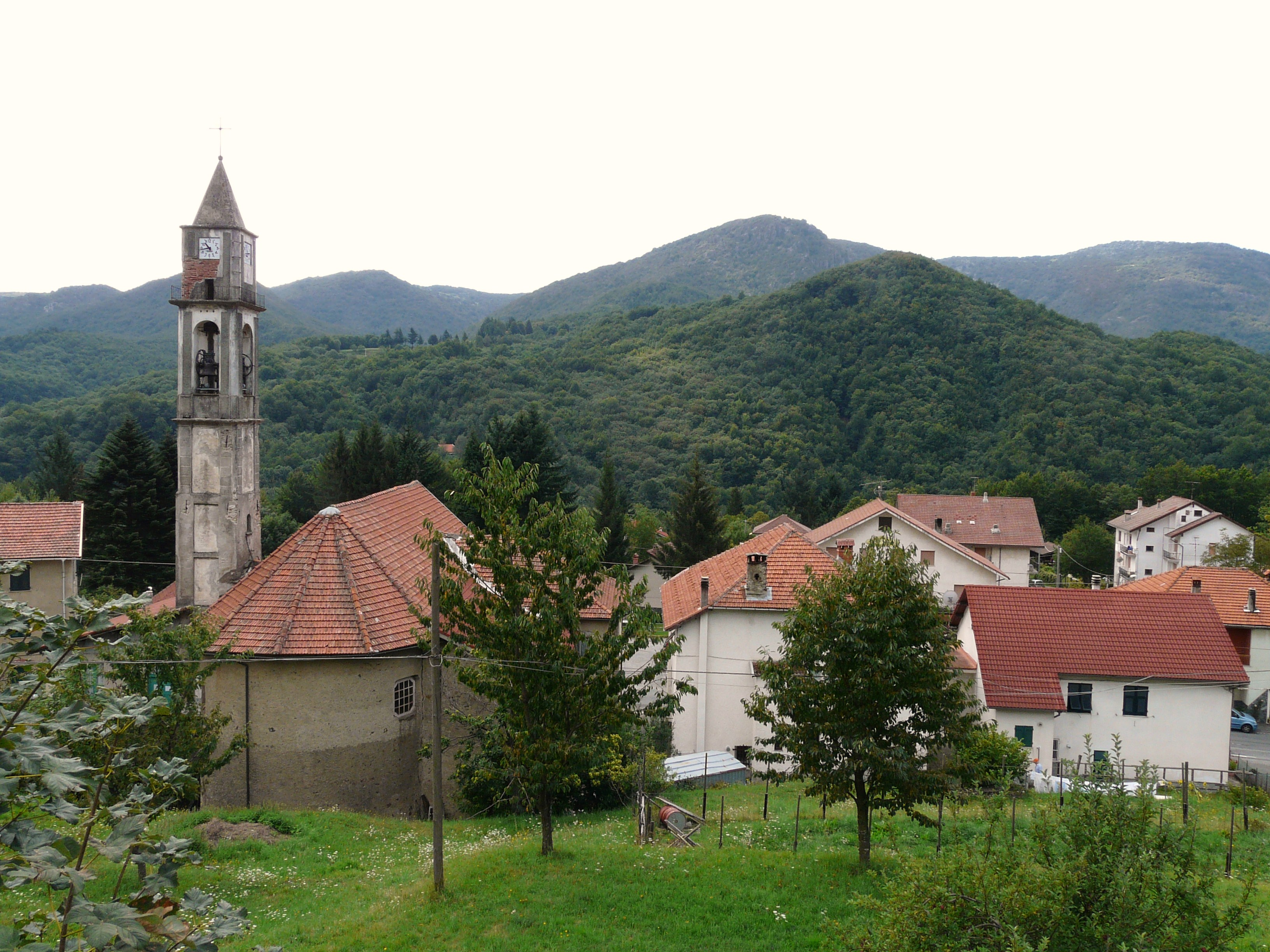